# Acetarsol
Acetarsol – arsenoorganiczny związek chemiczny z grupy kwasów arsonowych, stosowany jako lek o działaniu m.in. krętkobójczym, czerwiobójczym. Obecnie stosowany w lecznictwie bardzo rzadko (w ginekologii w leczeniu rzęsistkowicy). Jego swoistą odtrutką jest BAL (dimerkaprol).

## Preparaty
- Acetarsolum (ang. Acetarsone) – City Chemical LLC; West Haven (USA)